# Ligamentum pisometacarpeum

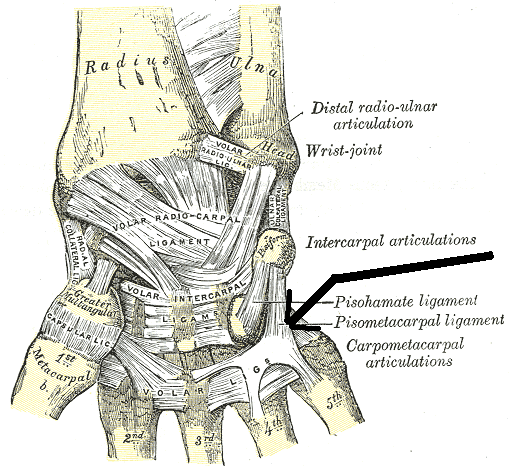
A csukló és a szalagjai (a nyíl mutatja az apró szalagot)

A ligamentum pisometacarpeum egy apró szalag a csuklóban, mely a borsócsont (os pisiform) és az V. kézközépcsont (metacarpus) között található.